# Springwater (Wisconsin)
Springwater – miasto w Stanach Zjednoczonych, w stanie Wisconsin, w hrabstwie Waushara.